# 贾斯拉纳
贾斯拉纳（Jasrana），是印度北方邦Firozabad县的一个城镇。总人口9279（2001年）。

## 人口
该地2001年总人口9279人，其中男性4917人，女性4362人；0—6岁人口1495人，其中男792人，女703人；识字率66.74%，其中男性为73.76%，女性为58.83%。